# Каитаиа
Каитаиа (англ. Kaitaia) — город на острове Северный (Новая Зеландия) в регионе Нортленд примерно в 160 км к северо-западу от города Фангареи. Самый северный город Новой Зеландии. Климат субтропический.
Первый миссионерский центр в Каитаиа появился в 1834 году.
По данным 2001 года численность населения города составляла 5151 человек.
Главные отрасли хозяйства — туризм, лесное хозяйство, сельское хозяйство (выращивание авокадо, винограда). В городе действует аэропорт.
Климат в округе субтропический.
Среднегодовая температура +15.7° С максимум +30.2° С минимум +0.9° С перепад 29.3°